# Lubin (województwo lubuskie)
Lubin (niem. Wildenhagen) – wieś w Polsce położona w województwie lubuskim, w powiecie sulęcińskim, w gminie Torzym. 
W latach 1975–1998 miejscowość administracyjnie należała do województwa zielonogórskiego.
W miejscowości funkcjonuje jednostka Ochotniczej Straży Pożarnej Lubin, która działa od 1948 r. W latach 1970–1996 działała jako Zakładowa Ochotnicza Straż Pożarna przy Państwowym Gospodarstwie Rolnym Lubin.
W miejscowości do 1996 roku działał PGR – Państwowe Gospodarstwo Rolne Lubin, z czasem jako Zakład Rolny Lubin

## Zabytki
Do wojewódzkiego rejestru zabytków wpisane są:
- kościół filialny pod wezwaniem Bożego Ciała, z XV wieku, XVIII wieku
- dwór, klasycystyczny z końca XIX wieku, nie istnieje.